# Rallicula rubra
O frango-da-selva-rubro, nome cientifico: Rallicula rubra é uma espécie de ave da família Sarothruridae. Antes foi designada Rallina rubra da família das Rallidae.
Pode ser encontrada nos seguintes países: Indonésia e Papua-Nova Guiné.
Os seus habitats naturais são: regiões subtropicais ou tropicais húmidas de alta altitude.